# 同瓣黄堇
同瓣黄堇（学名：Corydalis homopetala）为罂粟科紫堇属下的一个种。

## 扩展阅读
- 維基物種上的相關：同瓣黄堇